# Cappella musicale liberiana
La Cappella Musicale Liberiana è il coro polifonico preposto all’accompagnamento musicale delle liturgie celebrate nella Basilica di Santa Maria Maggiore in Roma.

## Storia

### Periodo classico
La Cappella Musicale Liberiana è considerata la diretta discendente dell'antica schola cantorum di san Gregorio Magno, arricchita dall'esperienza della cappella papale di Gregorio IX ritornato a Roma da Avignone nel 1377. Con Bolla di Papa Paolo III nasce formalmente il 19 giugno 1545 su richiesta pressante del cardinale arciprete Guido Ascanio Sforza.
Istituzione subito di grande prestigio, viene considerata allo stesso modo delle cappelle di san Pietro e di san Giovanni, anche per la presenza di pueri cantores. Lo stesso Giovanni Pierluigi da Palestrina, che già nella basilica aveva ricevuto dal 1537 la prima educazione musicale come fanciullo cantore, assume la guida della formazione corale nel 1561.
In questi anni, grazie anche alla personalità del Palestrina e dei suoi allievi e successori Giovanni Maria Nanino, Francesco Soriano e Annibale Stabile, la Cappella Musicale Liberiana fu uno dei fulcri della fiorente scuola romana di Polifonia.

### Periodo barocco
Nel Seicento, momento di massima esuberanza della musica sacra, proiettata nei fasti della policoralità e dello stile concertato veneziano si distinsero i vari Domenico Allegri e Paolo Quagliati,  Paolo Tarditi, Antonio Maria Abbatini, Orazio Benevoli, Nicola Stamigna e l'organista Bernardo Pasquini.
Massimo esponente della fase successiva, Maestro di cappella anche se per soli due anni fu Alessandro Scarlatti
. La sua strada fu seguita da Pompeo Cannicciari, Antonio e Domenico Fontemaggi, Giovanni Aldega, Settimio Battaglia e Augusto Moriconi, che nei secoli XVIII e XIX, seppero resistere alla tentazione di portare in basilica le arie operistiche in voga all'epoca.

### Periodo ceciliano
Nuovo impulso per la salvaguardia dell'antica scuola romana si ebbe con l'avvento del Movimento Ceciliano. In questo filone si inserisce a pieno titolo il primo grande maestro del XX secolo, Licinio Refice, direttore della Cappella Liberiana dal 1911 al 1947, che fu, insieme a Lorenzo Perosi e Raffaele Casimiri, vero artefice del rinnovamento della musica sacra italiana. 

### Periodo contemporaneo
Dal 1947 al 1977 la sua opera è stata proseguita da Domenico Bartolucci, chiamato poi alla direzione della Cappella Sistina, che sin dal 1973 è stato affiancato nella direzione della Cappella Liberiana da Mons. Valentino Miserachs Grau, il quale ne assunse la direzione dal 1977 fino al 31 dicembre 2018. Dal 1 gennaio 2019 al 31 marzo 2022 gli succede Maurizio Scarfò nominato dal Capitolo Liberiano.
A  causa dello scoppio della pandemia da Covid-19 e del successivo lockdown, la Cappella Liberiana ha subito una battuta d’arresto fino al novembre 2020 subendo anche una drastica riduzione di organico variando da una formazione di quartetto a ottetto virile a seconda delle disposizioni del Capitolo.Solo nel corso del 2021, la Cappella poté avvalersi di una piccola parte dell’organico femminile, già presente dai tempi della direzione di Mons.Valentino Miserachs Grau, per alcune celebrazioni solenni.
Dal 1 aprile 2022, su decisione del Commissario Straordinario della Basilica Papale di Santa Maria Maggiore, nominato da Sua Santità Papa Francesco, la Cappella Liberiana è stata riformata in un organico a voci miste e affidata a Ildebrando Mura, che fu in giovane età cantore della stessa Cappella. La Cappella Musicale si avvale inoltre di tre maestri organisti e del quintetto di “Ottoni della Basilica Papale di Santa Maria Maggiore” che prende parte alle celebrazioni più solenni che si svolgono nella Basilica Liberiana.

## Attività
La Cappella Musicale Liberiana svolge il suo servizio durante l’intero anno liturgico in occasione di tutte le celebrazioni della Basilica Papale di Santa Maria Maggiore:
- Lodi mattutine (ore 9,15)
- Messe capitolari domenicali e nelle solennità (ore 10,00)
- Messe d’orario (la domenica ore 12,00 e ore 18,00)
- Vespri delle domeniche e delle solennità (ore 17,00)
- Adorazioni (ogni primo venerdì del mese dalle ore 17,00)
- Cresime (i sabati designati dalla sagrestia, ore 16,00)
- Tridui e Novene (Tridui per la Dedicazione della Basilica, per la festa dell’Assunta e per la Traslazione della Salus Populi Romani;Novene dell’Immacolata e di Natale)
- Solenne Canto del Te Deum (31 dicembre,dalle ore 17,00)

Durante i periodi di Avvento e Quaresima e della Settimana Santa,i servizi sono svolti “a cappella”ovvero senza l’uso dell’organo, rispettando la più antica tradizione.

## Repertorio
Il repertorio della Cappella Musicale spazia dalla  polifonia classica rinascimentale e il barocco europeo, fino ad arrivare ai grandi compositori dell’età contemporanea.